# Hernani
Hernani aneb Kastilská čest (1830, Hernani ou l´Honneur castillian), zkráceně Hernani, je romantická veršovaná tragédie o pěti jednáních od francouzského prozaika, dramatika a básníka Victora Huga napsaná alexandrínem. Po Amy Robsartové z roku 1828 jde o druhou Hugovu hru uvedenou na divadle, protože o rok dříve napsaná Marion de Lorme byla cenzurou zakázána.

## Bitva o Hernaniho
Hugo napsal Hernaniho jako hru, která plně vycházela z romantických názorů popsaných v Předmluvě ke Cromwellovi. Vyvolala proto mezi zastánci klasicismu velký odpor, proti kterému vystupovali zase zástupci romantismu. Toto střetnutí vyhraněných názorů získalo označení „Bitva o Hernaniho“ (La bataille d’Hernani).

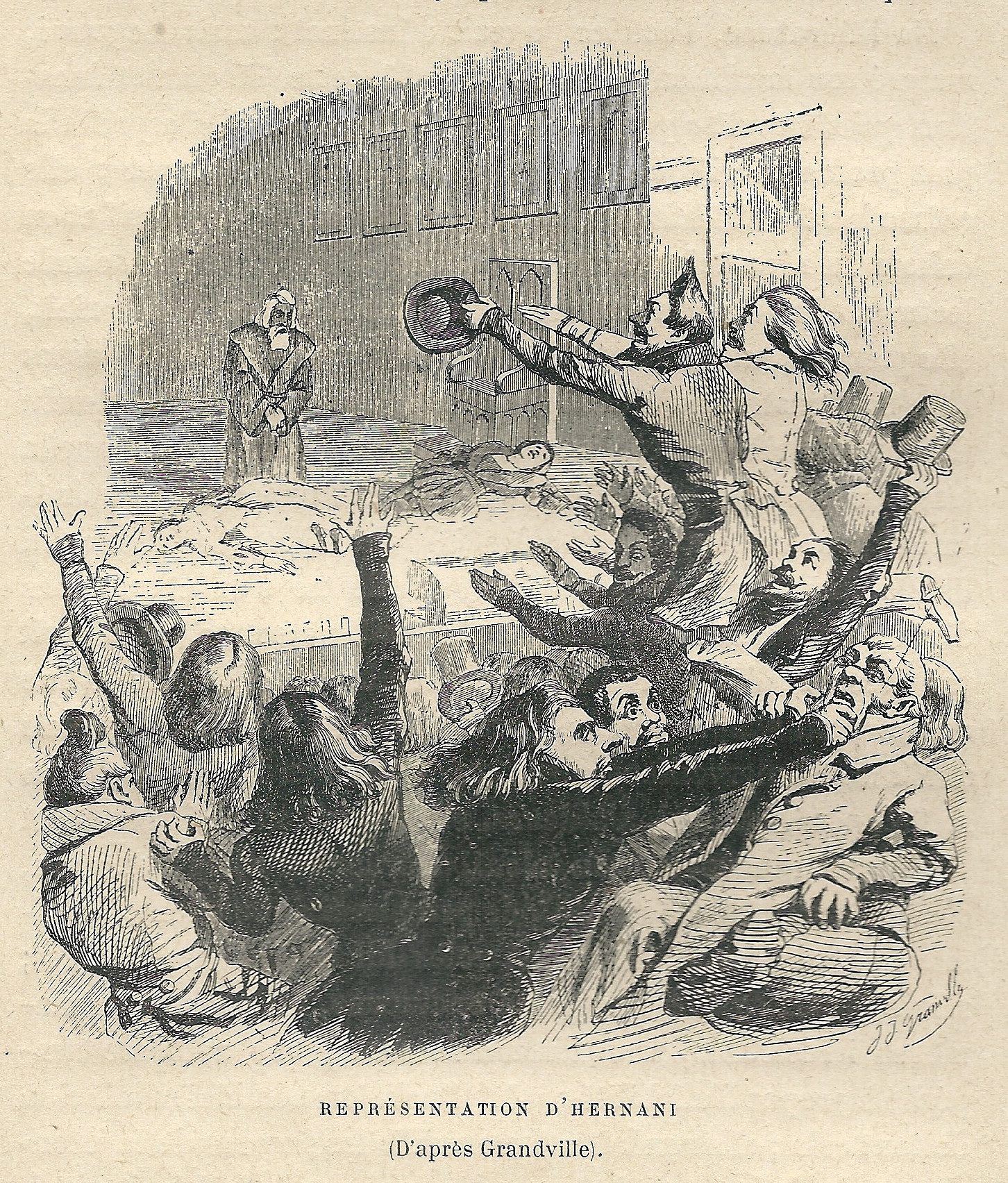
„Bitva o Hernaniho“, litografie Grandvilleho

Huga a romantiky napadali klasicisté otevřeně v tisku, cenzoři roztrušovali o hře různé klepy a nechávali kolovat některé verše ze hry vytržené ze souvislosti, které byly zesměšňovány různými parodiemi, až Hugo protestoval u ministra vnitra. Následně se cenzura rozhodla hru povolit, protože usoudila, že „je dobré, aby veřejnost viděla, jak dalece může zbloudit lidský duch, který odvrhl jakákoliv pravidla.“ Kromě toho cenzoři navrhovali různé škrty a změny v textu, se kterými Hugo nesouhlasil. Opozice proti hře se zorganizovala i v zákulisí Comédie-Française, kde měl Hernani 25. února roku 1830 premiéru. Zkoušky trvaly více než čtyři měsíce a herci měli neustále spoustu připomínek.
Situace těsně před zahájením představení byla tak vyhrocená, že mezi romantiky a klasicisty hrozila vypuknout rvačka. Při hře pak zastánci romantismu nadšeně tleskali zatímco klasicisté protestovali, pokřikovali, pískali a smáli se. Vytýkali hře míšení tragičnosti s komičností a nepravděpodobnost děje a nazývali jí veledílem absurdnosti. Došlo i na pěstní souboje. Hernani však sklidil obrovský úspěch a znamenal prakticky definitivní vítězství nového literárního proudu.
Hra se brzy dočkala i vydání tiskem. V těchto vydáních se jednotlivá dějství jmenují podle svého hlavního motivu Král, Bandita, Stařec, Hrobka a Svatba. Tragédie nejprve vycházela na pokračování v březnu roku 1830 v knižnici Cabinet de Lecture a ještě v tomto měsíci vyšla knižně s předmluvou autora, ve které Hugo obhajoval zásadu literární svobody. 

## Obsah hry
Hra se odehrává roku 1519 ve Španělsku (kromě čtvrtého jednání umístěného do hrobky Karla Velikého v Cáchách). Je plná dějových zvratů a vypjaté scény se v ní střídají s lyrickými pasážemi, odhalujícími nitro vystupujících postav, které se vyznačují ostrými protiklady.
Hernani je rodem šlechtic, jehož otce, aragonského vévodu, nechal španělský král don Carlos (Karel I.) popravit. Skrývá se proto v horách jako vůdce družiny banditů a jeho cílem je pomstít se králi. Přesto je to člověk vysokých duševních kvalit. Miluje doňu Sol, o kterou se kromě něho ucházejí i další dva muži: její strýc, starý bohatý vévoda Ruy Gomez de Silva, a také král. Ten zde vystupuje zpočátku jako bezcharakterní násilník, ale nakonec se z něho stane velkorysý panovník.

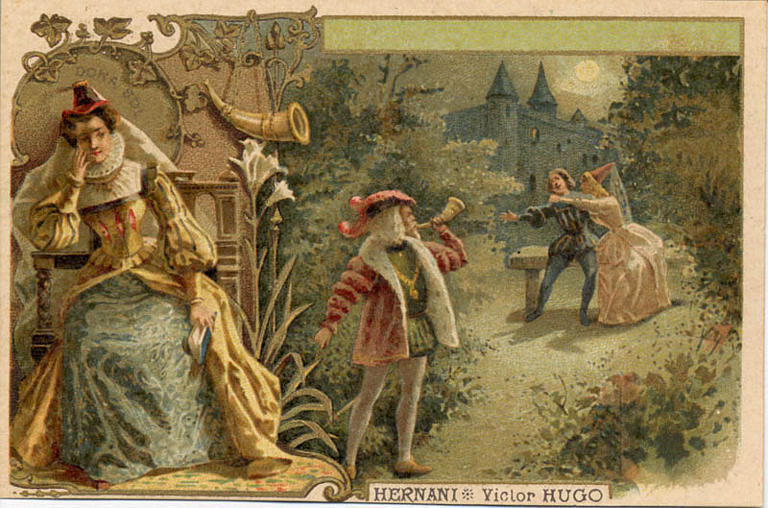
Knižní ilustrace ke hře, konec 19. století

Hernani přemluví doňu Sol ke svatbě s jejím strýcem, protože ví, že je na jeho hlavu vypsána odměna. a nechce, aby s ním dívka žila ve strachu a v chudobě. Doňa Sol nakonec se svatbou souhlasí, ale hodlá se před oltářem probodnout dýkou. Hernani přijde v přestrojení ve svatební den do domu dona Gomeze a ten mu jako svému hostu slíbí ochranu. Vázán svým slibem pak ukryje Hernaniho, jehož skutečnou identitu mezitím zjistí, i před králem. Představuje tak jednak ideál rytířské cti, jednak groteskní postavu postiženou nepřirozenou láskou ke své neteři. Za svou záchranu Hernani Gomezovi přísahá, že bude kdykoliv na znamení rohu, který Gomezovi dal, ochoten splatit svůj dluh vlastním životem.
Následně se děj tragédie se přenese do Cách, kde kurfiřti volí nového císaře. Don Carlos čeká na výsledek volby v hrobce Karla Velikého. Skupina spiklenců vedená Hernanim a donem Gomezem se jej chystají zavraždit. Po rozjímání nad hrobem a po tom, co je zvolen císařem Karlem V., zavrhne don Carlos svůj minulý způsob života a začne svou vládu velkorysostí. Všechny omilostní a doňu Sol přislíbí Hernanimu.
Hernani a doňa Sol jsou svoji. Hernanimu byl vrácen vévodský titul a majetek. Oba si šťastně užívají svůj svatební večer, když se však zatroubením na roh připomene zhrzený don Gomez. Hernani věren své přísaze přijímá od starce lahvičku s jedem. Doňa Sol, která nemůže bez Hernaniho žít, se otráví s ním. Umírají si v náručí a hned po nich se zabije i stařec, který je zdrcen dívčinou smrtí.

## Adaptace

### Hudba
- Ernani, (1834), opera italského skladatele Vincenza Gabussiho.
- Hernani (1843), opera italského skladatele Alberta Mazzucata.
- Ernani, (1844), opera italského skladatele Giuseppe Verdiho.
- Hernani (1908), opera francouzského skladatele Henriho Hirschmanna.

### Film a televize
- Hernani (1910), francouzský němý film, režie Albert Capellani.
- Ernani (1911), francouzsko-italský němý film, režie Louis J. Gasnier.
- Hernani (1967), slovenská televizní film, režie Pavol Haspra, v titulní roli Štefan Kvietik.
- Ernani (1982), italské televizní zpracování Verdiho opery, režie Preben Montel, v titulní roli Plácido Domingo.

## Česká vydání a inscenace
- Hernani, inscenace Národního divadla v Praze, 1902, přeložil Jaroslav Vrchlický.[4]
- Hernani, Jan Otto, Praha 1902, přeložil Jaroslav Vrchlický.
- Hernani, ČLDJ, Praha 1958, přeložil Petr Kopta.
- Hernani, obsaženo v knize Dramata, SNKLU, Praha 1964, přeložil Petr Kopta.